# Egyházashollós
Egyházashollós é um município da Hungria, situado no condado de Vas. Tem 19,04 km² de área e sua população em 2015 foi estimada em 556 habitantes.